# Tractat de Mount Dexter
El Tractat de Mount Dexter fou signat el 16 de novembre de 1805 entre els choctaws (una tribu d'amerindis dels Estats Units) i el govern dels Estats Units. El tractat va cedir 4.142.720 acres (16.765 km²) de terres choctaw compresa entre el districte de Natchez de les conques del riu Tombigbee a Alabama, sobretot en l'actual Mississipi.

## Termes
El preàmbul comença amb,
| «                                | THOMAS JEFFERSON, President dels Estats Units d'Amèrica, per James Robertson, de Tennessee, i Silas Dinsmoor, de Nou Hampshire, agent dels Estats Units davant els Chaktaws [Choctaw], comissionats plenipotenciaris dels Estats Units, d'una banda, i els mingos, homes i guerrers principals de la nació Chacktaw, en consell reunit, per altra banda, han entrat en el següent acord: ... | » |
| — -Tractat de Mount Dexter, 1805 | |   |

1. Cessió als Estats Units. Reserva
2. Consideració
3. Pagament a certs indis pels serveis passats
4. Reclamació de Joan M'Grew
5. Fronteres
6. Confirmada una mena de subvenció
7. Quan entri en vigor

## Significat
Aquest tractat cedia grans quantitats de terra en el que avui és el sud-est de Mississipi i al sud-oest d'Alabama, incloent gran part de la porció occidental del comtat de Clarke (Alabama), als Estats Units.
Al febrer de 1809, es va iniciar un estudi per establir la frontera real entre els Estats Units i la Nació Choctaw. Els Estats Units contractaren Silas Dinsmoor i Levin Wailes per aquesta enquesta.

## Signataris
Els principals signataris foren James Robertson, Silas Dinsmoor, Pukshunnubbee, Mingo Hoomastubbee, i Pushmataha.